# Case a corte nel Salento

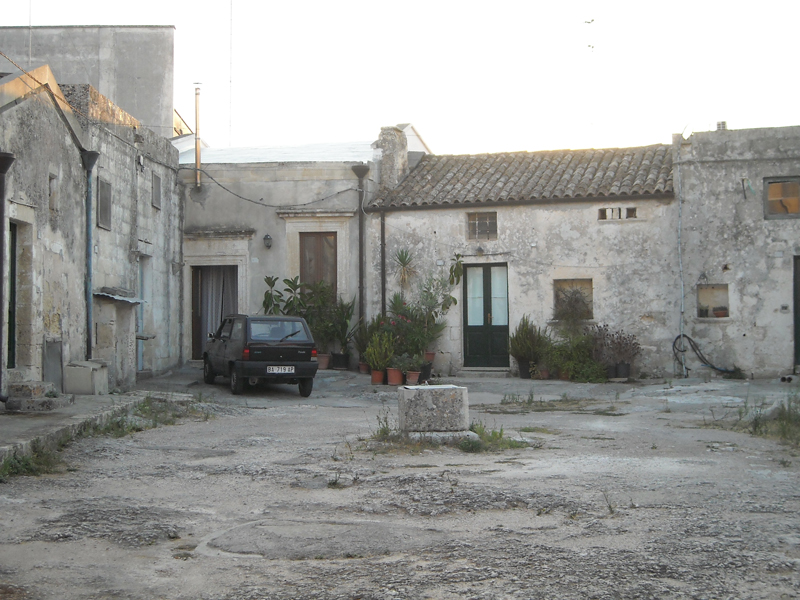
Casa a corte in via Catumerea, Martano

La casa a corte si configura nel Salento come tipo di abitazione contadina, caratterizzata dalla presenza di uno spazio scoperto, comune o privato, munito di accesso verso la strada e intorno al quale si dispongono una o più unità abitative.
Con ripetersi della stessa tipologia si definiscono impianti urbani ricorrenti nel territorio salentino
In origine, la casa a corte nasce da un cosiddetto modulo base costituito generalmente da un unico vano a pianta rettangolare che sviluppava una superficie di circa 7 m x 5 m, disposto centralmente all'interno di un lotto di 9 m x 36 m ed accostato tutto su di un lato del lotto stesso in modo da ottenere un corridoio di collegamento tra la corte antistante l'abitazione e il retrostante ortivo.
Gli spazi esterni, prevalgono su quelli interni. L'ortale era fondamentale per la coltivazione di quanto necessario alla famiglia e per depositare il letame degli animali che veniva utilizzato come concime.
Ma è il cortile l'elemento principale della casa, concepito come spazio plurifunzionale, utilizzato come luogo di lavoro, deposito e magazzino, ricovero per gli animali da lavoro e soprattutto spazio di socializzazione, d'intrattenimento e di gioco.
Successivamente la casa a corte diviene "plurifamiliare"; nascono accanto alla cellula primaria una o più cellule secondarie, determinando così le strutture di corte a L, dove il lato corto raramente supera i tre metri, mentre quello lungo può raggiungere i 6-7 metri.
Ciò è dovuto alla divisione del nucleo famigliare originario, in virtù di un regime patriarcale, il primo figlio maschio sposato trovava sistemazione in una nuova cellula abitativa che poteva essere costruita a fianco a quella paterna, all'interno della corte o a spese del giardinetto retrostante.
Questa disposizione e struttura interna della casa era importante per il processo di socializzazione perché tutta la famiglia poteva convivere. Il padre e i nonni erano in continuo contatto con i figli e nipoti, passando il poco tempo libero, parlando e raccontando favole all'interno della corte per tramandare le tradizioni e gli aspetti della cultura popolare dell'epoca.

## L'origine
Si afferma che l'origine della casa a corte risalga all'epoca classica, infatti nelle città greche dell'VII secolo a.C., si trova una tipologia edilizia espressa dalla capanna con recinto antistante, matrice forse, del tipo di casa a corte presente nella parte centrale del Salento.
È da notare che anche se le strutture sono simili hanno differenti funzioni.
Entrambe presentano uno spazio scoperto con accesso alla strada ma la casa con recinto antistante è sempre un tipo di abitazione "unicellulare" che caratterizza la condizione economica di un contadino soggetto al pendolarismo e costretto al lavoro dei campi dell'alba al tramonto, mentre la casa a corte rappresentano l'evoluzione della capanna con cortile antistante perché originariamente erano costruzioni povere a cellula minima, successivamente si sviluppano divenendo "pluricellulari".
Sono molteplici i fattori che hanno determinato il sorgere di questa particolare tipologia edilizia comunemente chiamata casa a corte.
È sicuramente un sistema abitativo scaturito sia da fattori climatici e fisici legati allo sfruttamento del suolo, sia dalle vicende storiche che in questa zona hanno lasciato segni profondi.
Ma è difficile stabilire quale dei due fattori sia stato fondamentale per la nascita di questo tipo edilizio. È probabile che i due fattori si siano sommati e che il tipo di organizzazione familiare abbia determinato lo sviluppo di questa particolare abitazione.
L'origine della corte è legata alla famiglia patriarcale. Una famiglia allargata in cui, accanto al nucleo originario, che risiede nella cellula primaria, si affiancano le famiglie dei figli che abitano in cellule costruite successivamente.
Infatti quando si pensa alla corte, si pensa alla disponibilità di un certo numero di braccia che si riuniscono dividendosi il lavoro, in vista di un comune interesse legato all'economia agricola della propria proprietà fondiaria.
La corte soddisfa anche un'esigenza di socializzazione. La classe contadina, infatti, nello spazio comune trova il modo di condividere buona parte delle attività domestiche e di sfuggire a quell'isolamento che è tipico del lavoro contadino. La corte diventa dunque uno spazio socializzante ed un punto di riferimento di famiglie dello stesso ceto sociale unite spesso da legami di consanguineità.
Le famiglie si riuniscono intorno ad un pozzo, stabilendo rapporti sociali che spesso venivano condizionati dall'uso di quella indispensabile risorsa naturale, l'acqua. La corte è il cuore della casa, il centro dove si radunavano i componenti della famiglia a discutere, a lavorare e a ritrovarsi.

## Evoluzione
Nei grossi centri, dove le condizioni economiche erano meno precarie, alla tipologia elementare della casa a corte con recinto antistante si è affiancata una tipologia più articolata che presenta distribuzioni di spazi più evoluti.
Nell'evoluzione della tipologia ‘casa a corte’ si ritrova che i vani abitativi risultano sempre rialzati rispetto al terreno e coperti da volta a botte, mentre i piani bassi sono adibiti a cantine, stalle, ripostigli e legnaie
L'ingresso allo spazio scoperto del cortile è preceduto da un vano carraio coperto denominato ‘sappuertu’ o ‘simportu’, abbastanza grande da contenere il carro agricolo, la mangiatoia per il cavallo, la pila per il bucato, il pozzo e la cisterna per attingere l'acqua. Il vano carraio consente agli abitanti della corte stessa, soprattutto alle donne, di riunirsi per conversare, cucire, socializzare, fare il bucato o trasformare i prodotti della campagna.
Ulteriore caratteristica del simpuertu è un ammezzato di tavole chiamato ‘ntaulatu, impostato al di sopra del portone d'ingresso, che serviva per riporre balle di paglia o di fieno, telai per l'essiccazione del tabacco e piccoli attrezzi agricoli.
Rispetto al tipo arcaico le corti si sono via via arricchite di un elemento nuovo: la scala che portava alle terrazze generalmente utilizzate per esporre i prodotti agricoli da essiccare (come fichi e pomodori) ma da cui ci si poteva anche affacciare sulla strada, giacché alle donne non era consentito scendere giù in strada.
La scala diventava l'elemento qualificante perché impostata su massicci archi a tutto sesto e articolata in diverse rampe creava effetti e motivi sorprendenti.
Essa rappresentava un elemento architettonico da tramite tra la riservatezza della corte e la pubblica strada e non serviva soltanto per accedere alle terrazze o alle abitazioni ma a condurre anche un elemento architettonico tipico del Salento: il mignano.
Esso si presenta come un palco sospeso sul vano carraio della casa a corte, e per questo affacciato sia sulla pubblica strada che sulla corte stessa. Il mignano è impostato a poco più di 50 cm dall'arco del portone d'ingresso, non supera l'altezza di 1,50 metri e consiste
di balconate sostenute spesso da mensole robuste decorate da cornici e da lesene che occupano generalmente tutto il prospetto sulla strada.
Il mignano consentiva alla donna di uscire momentaneamente dalla vita della corte per partecipare, discretamente e senza essere vista, alla vita della città; infatti questo elemento diviene un ulteriore punto di forza per la riservatezza della corte perché permette di vedere senza essere visti.
Ci si affacciava soprattutto durante le processioni religiose, in occasione delle quali c'era l'usanza di appendere coperte e tovaglie, le più belle del corredo avuto in dote e si gettavano fiori al passaggio dei Santi e di autorità ecclesiastiche. Si giustifica così la presenza di questo elemento architettonico lungo quelle strade dove questi avvenimenti religiosi erano più frequenti.
L'origine di questo elemento architettonico risale all'epoca romana, il mignano ebbe sicuramente un impiego maggiore in seguito all'insediamento bizantino in questi territori.
Inizialmente si presentava come un balcone essenziale e semplice ma con il propagarsi del barocco leccese venne decorato e arricchito con motivi a balaustra e con sinuose linee, fino a divenire un elegante balconata.

## Tecniche costruttive e materiali
I materiali di scarso valore e le tecniche costruttive utilizzate, abbastanza primitive hanno accelerato il degrado fisico della casa a corte e rendono difficile il suo ripristino e la sua manutenzione.
L'abitazione possiede un prospetto di una semplicità estrema, delimitato superiormente da un timpano che segue l'inclinazione del tetto a spioventi dove sono presenti i canali per il displuvio delle acque piovane, generalmente ricavati da blocchi parallelepipedi di pietra calcarea raccordati fra di loro per superare i diversi livelli dei tetti. L'acqua piovana poi veniva convogliata in enormi cisterne.
Le murature delle casa a corte erano 'a sacco', realizzate con due paramenti in pietra a spacco, distanti tra loro e racchiudenti un nucleo costituito da materiale inerte come schegge o scaglie di ridotta pezzatura unite dalla malta.
In questo tipo di muratura sono presenti alcuni elementi lapidei disposti trasversalmente per connettere tra loro i due paramenti esterni e assicurare così una maggiore stabilità e compattezza della parete.
I prospetti di tutte le unità abitative, normalmente bianchi, si dispongono sullo spazio aperto della corte in modo unitario, e non denunciano affatto i confini delle entità famigliari.
I muri bianchi trattati a calce accentuano i contrasti e riflettono la luce.
L'usanza di utilizzare la calce per imbiancare le pareti si giustifica soprattutto con necessità di disinfettare e rendere più igienico l'ambiente in cui si vive, proprio perché le condizioni igieniche lasciavano a desiderare, sembra che mancassero latrine pubbliche e si è incerti circa l'esistenza di latrine private, solo durante gli anni di sviluppo, furono create latrine esterne all'abitazione.
La calce veniva ricavata cuocendo le pietre, lasciandole raffreddare, venivano poi caricate su di un traino e trasportandole al cantiere.
Una volta scaricato il contenuto in cantiere i manovali si occupavano dello spegnimento realizzando delle vasche chiamate "camini di cauce".
Non appena la calce viva veniva a contatto con l'acqua dolce contenuta nelle pile, una violenta reazione chimica sprigionava così tanto calore da portare all'ebollizione istantanea l'acqua e al contempo le pietre diventavano gelatinose.
Se durante l'estinzione la calce assorbiva molta acqua veniva definita grassa ed era pregiata, in caso contrario veniva chiamata magra. Questa differenza veniva causata principalmente dalle impurità presenti nella pietra calcarea.
Quando l'acqua raggiungeva la quantità sufficiente per il completo spegnimento, l'impasto assumeva l'aspetto di una poltiglia lattiginosa che, lasciata raffreddare, si trasformava in una massa bianca, che prende il nome di grassello. Lo spegnimento si concludeva con una lunga stagionatura della massa in apposite vasche, procedimento molto importante, poiché il calcare nel Salento ha forti dosi di salinità.
Le differenti strutture murarie e coperture dei vani mettono in evidenza anche le diverse epoche in cui le cellule sono state costruite. Infatti i vani realizzati in epoche più recenti sono coperti a volta poggiata su massicci pilastri, mentre le cellule primarie presentano la tipica copertura ad embrici.
La copertura era costruita da un incannucciato sorretto da travicelli di legno e coperto da due spioventi, con tegole.
L'incannucciato era un'antica tecnica usata per realizzare controsoffittature e solai di copertura dalle caratteristiche fonoassorbenti, strutturalmente resistenti e flessibili allo stesso tempo. Tale tecnica, abbastanza diffusa per la sua praticità ed economicità, è stata abbandonata per oltre mezzo secolo e sostituita dall'avvento di altri materiali tecnologici, quali i sistemi industriali isolanti. Era stata abbandonata sia perché se ne era persa la manualità sia perché erroneamente ritenuta troppo contadina.
Per quanto riguarda il pavimento dell'abitazione, esso era realizzato in lastre chiamate "chianche" di pietra calcarea piuttosto compatta (pietra di Cursi) dalle dimensioni di cm 40x40.

## Struttura e arredi
Nella casa a corte elementare, cioè costituita da una sola stanza, viene ospitato il nucleo familiare.
Per quanto riguarda la pianta, la cellula abitativa non supera quasi mai le dimensioni di metri 5x7.
All'interno, lo spazio abitativo era arredato in modo essenziale, secondo le caratteristiche di povertà dei braccianti.
Un elemento di arredo fondamentale e di importante valenza simbolica, situato nella cucina, era costituito dal focolare e dal relativo fumaiolo.
Esso rappresentava un fuoco abitativo, un'unità sociale, il fulcro interno della famiglia.
Collocato quasi sempre a lato della porta d'ingresso, spesso di notevoli dimensioni, era costituito da un ampio basamento e dall'architrave su cui poggia la cappa fumaria, diventava l ‘unico elemento decorativo della casa perché presentava decorazioni a bassorilievo con motivi floreali.
Sull'architrave, sporgente a mensola, erano collocati il lume a petrolio, lucerne ad olio di varia dimensione e recipienti di argilla per la cottura dei legumi chiamati "pignate".
All'interno del camino, generalmente in un angolo, vi era una buca per gettare le acque sporche (scettalora) collegata alla fogna scavata nel giardino retrostante la casa o nella corte, sotto la cappa fumaria veniva appeso al muro di fondo un ferro ad uncino che serviva per appendere il calzerotto di rame.
Il fumaiolo sporgendo dal tetto della casa era a pianta quadrata o circolare, chiuso superiormente da una lastra di pietra sormontata da una rudimentale scultura che si riduceva ad un pezzo di pietra a forma di cono o di piramide.
La cucina fungeva anche da soggiorno, stanza di lavoro e per ricevere le visite. Conteneva i letti che potevano essere sovrapposti durante il giorno per esigenze di spazio, oppure il letto veniva situato dietro un rincasso della parete.
Il tavolato del letto era tenuto alto sul pavimento per potervi sistemare sotto, in recipienti vari, una parte delle scorte agricole.
Spesso compariva il "casciune", un cassone di legno che conteneva provviste domestiche. All'interno del vano si trovavano lunghe cornici a mensola, mensoloni di tavole poggiate su pieducci, nicchie a muro.
Sui muri, incorniciati o appena fissati ad un chiodo, facevano mostra ritratti di antenati circondati da lumi ad olio e immagini di santi.
L'abitazione si affacciava sulla corte, tramite una porta, munita di un infisso in legno e di un foro circolare in basso per far passare il gatto, e di una finestra chiamata "farcune".
All'esterno nel giardinetto, si svolgevano parte dei lavori domestici: si moliva il grano si lavavano i panni, si attingeva l'acqua dal pozzo, si esponevano al sole i prodotti da essiccare, si creavano prodotti artigianali.
Nello spazio aperto della corte trovavano posto gli accessori comuni a tutte le unità famigliari. Al centro o addossato al muro si trovava la cisterna per attingere l'acqua, a ridosso di un muro o vicino al pozzo il lavatoio chiamato "pila" per il bucato, in mancanza della pila si trovavano grossi recipienti di forma cilindrica chiamati "cofani", ai lati della porta d'ingresso erano sistemati i sedili in pietra, usati dagli abitanti della corte soprattutto nelle serate estive.
Il gabinetto comune a tutti gli abitanti della corte ha l'ingresso appena protetto da una tela di sacco, in quanto non serviva per un uso diretto ma per scaricarvi gli appositi vasi da notte chiamati "cantari".
Per terra, coperchi circolari di forma cilindrica di pietra denunciano la presenza di pozzi asciutti chiamati "fogge" per depositarvi il grano o altri cereali, agibili a tutte le famiglie della corte.
Un altro elemento andato però in disuso e raramente ancora presente nella corte è lo stompo, un mortaio di pietra a forma di cilindro dove si pestava il grano duro.
Rarissima poi era la presenza del forno per la panificazione, proprio perché la cottura del pane avveniva in forni rustici di uso pubblico.

## Svantaggi e pregi
Questa particolare abitazione rurale a corte presenta aspetti negativi ed altrettanto evidenti fattori positivi.
Lo spostamento del contadino nel centro abitato ha reso gravoso lo sviluppo di un'agricoltura intensiva perché il tempo che il contadino impiegava per raggiungere la campagna e per ritornare la sera nella corte veniva sottratto alla giornata lavorativa.
Inoltre anche se i membri che abitavano nella corte erano di un unico ceppo famigliare ciò non escludeva il fatto che non vi erano litigi e scontri.
Mentre per quanto riguarda i vantaggi, grazie alla corte, il contadino
- sfuggiva a quell'isolamento a cui il suo lavoro condannava,
- aveva modo di approfondire i valori della parentela, dell'amicizia, della collaborazione.

## Tipologie di case a corte nel Salento

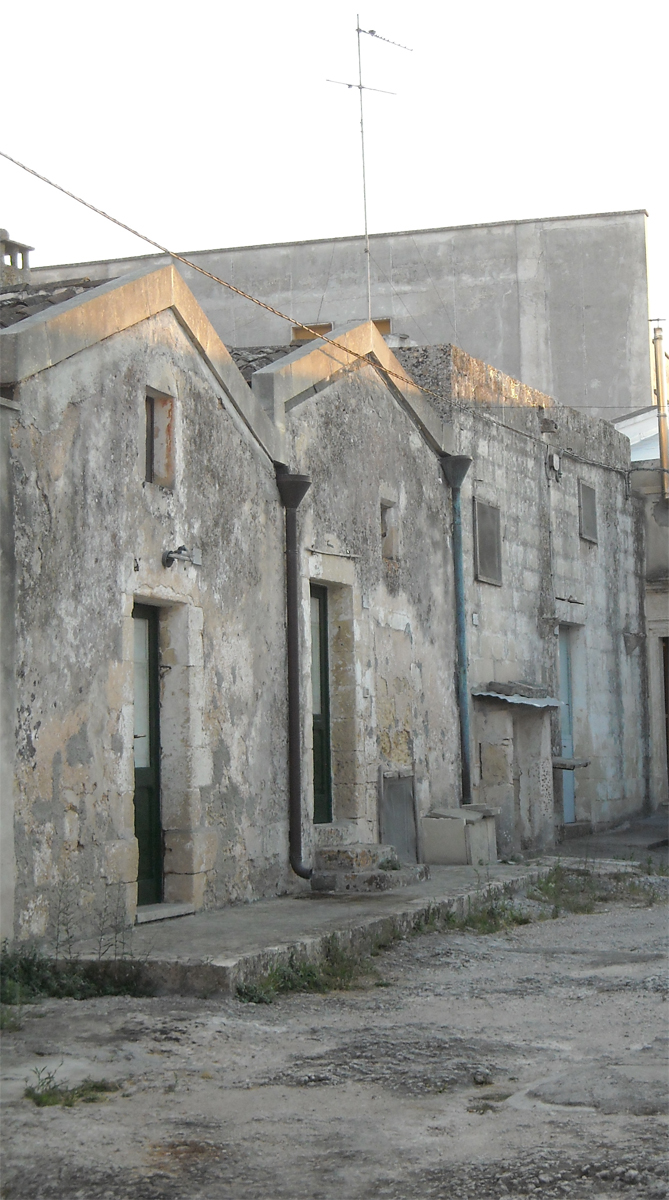

La tipologia di corte più comune nel Salento è quella a "corte chiusa" che presenta un'unica apertura costituita da un portone d'ingresso ad arco a tutto sesto, munito d'infisso in legno a due battenti che isola completamente la corte dalla strada.
Altre tipologie esistenti sono:
- case a corte aperte (intese come complesso urbanistico)
- corti private (unifamiliari, dove viveva una sola famiglia più agiata)

Esaminando al meglio la casa a corte chiusa si possono distinguere due tipi.
Il primo tipo di corte è più arcaico, dalla tipologia semplice, esistente a sud di Lecce a:
- San Pietro in Lama
- Lequile
- San Cesareo
- Maglie
- Poggiardo
- Otranto

Esso venne realizzato in aree depresse dove l'attività economica e la vita quotidiana della popolazione si basavano sull'agricoltura cerealicola.
Il secondo tipo di corte è più articolata e si trova in grossi centri, dove le condizioni di vita erano più agiate, come:
- Lecce
- Nardò
- Galatina
- Galatone
- Gallipoli
- Tricase
- Leverano
- Copertino

Qui i vani risultavano più rialzati e con copertura a volta, i piani inferiori erano adibiti a scantinati, cantine, stalle, ecc. In queste corti compaiono le scale a varie rampe che conducono ai vani superiori e ai "mignani".
Nella Grecìa Salentina, e più precisamente a Martano, si trova un tipo di casa a corte simile a quello che si trovava in Grecia, in cui il cortile è la parte principale, e intorno ad esso si aprono le abitazioni, le stalle, i magazzini, mentre al centro vi è il pozzo e alle spalle dell'abitazione un orto.
Su via Catumerea e via Zaga sempre a Martano, così come nel centro di Castignano e Martignano (altri centri facenti parte della Grecìa Salentina), si ripete l'affacciarsi, nello stesso cortile, di due cellule abitative di dimensioni differenti, affiancate, ognuna di circa 30–35 m².
Infatti a una o più cellule primarie corrispondono cellule secondarie, che chiudono uno o più lati del recinto originario.
Questo è lo schema che viene seguito per la maggior parte della case a corte "plurifamiliari", un esempio lampante è dato dalla "Corte Grande" a Martano dove si ha la presenza di due cellule primarie disposte una accanto all'altra, chiudendo così due originari passaggi scoperti.
A San Pietro in Lama si trova un tipo di casa a corte con vano superiore adibito in genere a pagliaio.
A Castrì si trova un tipo di corte che possiede uno spazio aperto nel cortile il quale, a sua volta, è preceduto da un vano rimessa da quale si accede alla stalla.
A Maglie vi è l'esempio di una corte abitata da quattordici famiglie; al centro della corte vi è una grande cisterna per raccogliere l'acqua di tutte le terrazze, mentre al coperto sono sistemati pozzo e pila e lungo i muri sedili in pietra.
Ad Acquarica di Lecce si trovano corti precedute da sappuertu o simportu, dove le cellule abitative occupano due lati della corte e le cellule primarie e quelle secondarie sono facilmente individuabili grazie alla struttura e alle dimensioni.
A Gallipoli sono presenti corti con volte, scale, simportu e mignano (sia in forme semplici che elaborate perché arricchito da cornici e lesene).
A Vernole si ha la presenza di un intero rione formato da cellule abitative affiancate, con recinto antistante e giardinetto retrostante. Nelle cellule abitative vi erano 51 nuclei familiari, 19 formati da due persone, 9 da tre persone, 7 da quattro persone, 2 da sette persone e 6 da una persona.
Questo grosso vicinato rappresenta una degli esempio più rilevanti dell'edilizia salentina.

## Il ruolo della casa a corte
La funzione primaria della casa a corte è quella della socializzazione.
È l'esempio lampante di un elemento di aggregazione tra una stessa famiglia che viene utilizzato collettivamente perché garantisce risorse di sopravvivenza e di conseguenza viene rispettato e protetto.
La corte soddisfa, oltre l'esigenze materiali, perché provvista di pozzo, pila, granaio, anche esigenze affettive, perché la sera dopo aver concluso una faticosa giornata di lavoro, i membri della famiglia si raccoglievano nel cortile per narrare ed ascoltare storie e socializzare per sfuggire all'isolamento che comportava il lavoro nei campi.
Anche l'esigenza di riunione tra famiglie ha le sue cause:
- Per sfuggire ai pericoli nelle campagne
- Per sfuggire ai pericoli della malaria, soprattutto lungo la fascia costiera
- Per ingaggiare manodopera giorno per giorno nel mercato dei paesi

## Casa a corte moderna
Oggi si sviluppa in aree con forte concentrazione urbana per soddisfare un bisogno d'isolamento individuale e per sfuggire all'aggressività della metropoli moderna.
Infatti esempi di case a corte moderne si trovano proprio in un ambiente urbano densamente popolato come quello giapponese.
Il territorio giapponese è in continuo sviluppo tanto che sono presenti solo aree ad alta densità edilizia; tutto ciò rende maggiormente possibile la costruzione di case simili alle case a corte salentine, costituite da un recinto difensivo e uno spazio interno dove si intraprendono le socializzazioni famigliari in perfetta armonia e tranquillità.

### Esempi moderni di case a corte
- L'architetto Mies Vaan der Rohe, che fu un grande teorico delle casa a corte nel periodo del Modernismo, progettò un agglomerato di case a corte con lo scopo di creare uno spazio intimo all'aperto.
- L'architetto italiano Adalberto Libera, progettò, edifici ad L intorno ad una corte adatta per favorire la socializzazione nel quartiere
- L'architetto Rem Koolhaas, progettò insieme ad altri 4 architetti in Giappone, 24 alloggi individuali inglobati in due blocchi con al centro le corti dalle quali l'alloggio prende luce.

Un esempio di casa a corte contemporanea nel territorio salentino è quella del "Gruppo Foresta" a Lecce.
È un complesso di tre abitazioni dove al centro, la corte è posizionata a quota inferiore rispetto alla strada e all'ingresso.
Come le antiche cose a corte, si può sia rimanere in contatto con l'ambiente esterno tramite apertura d'ingresso sia chiudersi nel proprio spazio intimo che è rappresentato dalla corte.